# Constantino Tsallis
Constantino Tsallis (grec moderne : Κωνσταντίνος Τσάλλης), né le 4 novembre 1943 à Athènes est un physicien brésilien d'origine grecque qui s'est illustré dans le domaine de la dynamique des systèmes et la physique statistique.

## Biographie
À l'âge de quatre ans Constantino Tsallis émigre avec sa famille en Amérique du Sud et, après un court séjour au Brésil, s'installe à Mendoza (Argentine), où il termine ses études primaires et secondaires. Après avoir étudié le génie chimique pendant deux ans et demi, il obtient une bourse lors d'un concours public national et entre à l'Institut Balseiro, recevant son diplôme de maîtrise en physique en 1965. En 1966 il reçoit une bourse du gouvernement français et entre à l'université Paris-Saclay, ce qui le conduira au doctorat d'état en 1974 pour des recherches dans le domaine de la théorie des transitions de phase. Durant cette période il enseigne régulièrement la physique à l'université et à l'École supérieure de physique et de chimie industrielles de la ville de Paris et collabore avec Guido Beck et Pierre-Gilles de Gennes,,.
En 1975, il émigre au Brésil, les deux premières années à l'université de Brasilia, puis en 1977 au centre brésilien de recherches physiques à Rio de Janeiro où il contribue à la création de groupes de recherche en physique statistique. Il effectue des passages à l'université d'Oxford et à l'université Cornell (1983).
Il est professeur visiteur à l'université fédérale de Paraíba (1976-1978), à l'université fédérale du Rio Grande do Norte (pt) (1984-1997), à l'université d'État du Michigan (1995), à l'université du Nord du Texas (1999-2000) et à l'institut de Santa Fe (2004-2006).
Tsallis a travaillé sur une variété de sujets théoriques dans les domaines des phénomènes critiques, du chaos et de la dynamique non linéaire des systèmes, de l'économie, de la psychologie cognitive, de l'immunologie et de l'évolution des populations. Il est plus particulièrement connu par ses travaux sur les systèmes non-ergodiques ou métastables, en particulier par l'entropie de Tsallis et les distributions de Tsallis, parmi lesquelles la distribution q-exponentielle ou la distribution q-gaussienne.
Il est éditeur de la revue Physica A.

## Ouvrages
- (en) Constantino Tsallis, Introduction to Nonextensive Statistical Mechanics: Approaching a Complex World, Springer, 2009 (ISBN 978-0387853581)
- (en) Sabir Umarov et Constantino Tsallis, Mathematical Foundations Of Nonextensive Statistical Mechanics, World Scientific, 2022 (ISBN 9789811245176)
- (es) Marco Bersanelli, Constantino Tsallis et Antonio Fernández Ranada, La aventura del descubrimiento, Encuentro, 2022 (ISBN 9788499200149)

## Distinctions
- Prix de la fondation John-Simon-Guggenheim.
- Prix de science et technologie de Rio de Janeiro.
- Membre de l'académie brésilienne des sciences (1994)[3].
- Prix de science et technologie du Mexique (2003)[4].
- Membre de l'académie économie, politique et sciences sociales du Brésil.
- Membre de l'Académie des Sciences d'Amérique Latine.
- Commandeur de l'Ordre de Rio Branco (2006)[5].
- Membre de l'académie européenne des sciences et des arts (2024)[6].
- Reconnaissance de son excellence (αριστείο) par l'académie d'Athènes.